# Wichardus II. (Basel)
Wichardus II. (deutsch: Wichard) war Bischof von Basel im Jahr 948.
Er wurde nur als Teilnehmer der Synode von Ingelheim im Jahr 948 erwähnt. Er war der einzige Vertreter aus dem Erzbistum Besançon; ein Teil seiner Diözese lag allerdings in westfränkischem Reichsgebiet. In der ältesten bekannten Bischofsliste aus der Abtei Münster im Elsass erscheint Wichardus II. ohne Angabe von Papstnamen. Die Erwähnung in einer Urkunde von 929/30, die in der älteren Literatur angeführt wird, hat sich als Fälschung herausgestellt.